# 4481 Herbelin
A 4481 Herbelin (ideiglenes jelöléssel 1985 RR) a Naprendszer kisbolygóövében található aszteroida. Edward L. G. Bowell fedezte fel 1985. szeptember 14-én.